# Carnaval de Manaus
O Carnaval de Manaus é uma festa de momo brasileira realizada na cidade de Manaus. É composto pelo desfile de escolas de samba no Sambódromo de Manaus, blocos de rua, bandas, desfile de fantasias no Teatro Amazonas e o carnaboi.
A diversidade é uma das principais características do Carnaval de Manaus, que o coloca como um dos maiores e mais importantes eventos populares do Brasil.

## História

### Primórdios
A cidade de Manaus registra manifestações carnavalescas desde a metade do século XIX, bem ao estilo Paris dos Trópicos, uma das alcunhas que ganhou na fase áurea da borracha. O extinto jornal Estrella do Amazonas cita, na sua edição de 28 de janeiro de 1854, o que seria o primeiro registro na imprensa sobre manifestação carnavalesca: um convite aos sócios da Sociedade Recreativa Amazonense para que participassem de um baile na casa do capitão Gabriel Antônio Ribeiro Guimarães.
Por volta de 1900, os eventos suntuosos eram para poucos, como os barões, em casarões e, depois, em clubes locais. Outra parte da população brincava nas ruas próximas às suas casas, em becos ou ruelas, os famosos blocos de sujo.
Em 1908 têm origem em Manaus os corsos, onde os barões da época, consumistas das modas importadas de Paris, desfilavam fantasiados em carros suntuosos, ou carruagens enfeitadas de flores, numa espécie de comboio, e jogando confetes, serpentina e perfumes no público. O Corso da Cervejaria Miranda Corrêa era um dos mais famosos.

### O carnaval no auge do ciclo da borracha
No boom da borracha, entre 1890 e 1914, o Carnaval de Manaus tomou mais corpo, principalmente por causa da sacramentação de uma nascente elite local, explica o historiador Daniel Sales, em sua conhecida obra “É Tempo de Sambar - História do Carnaval de Manaus (com ênfase às Escolas de Samba).
A fase pós-borracha, a partir de 1915, também significou o fim dos corsos para o Carnaval de Manaus. No entanto, o povo continuou brincando na base do entrudo em suas próprias localidades e nos primeiros desfiles militares, com bandas executando seus dobrados, marchinhas e marchas-ranchos na avenida Eduardo Ribeiro. E as manifestações afro-brasileiras cada vez mais presentes em bairros como a Praça 14 de Janeiro, Costa da África, próximo ao antigo cemitério São José, onde está hoje a sede do Atlético Rio Negro Clube.
Em dezembro de 1938, o ex-diretor do Olímpico Clube, Cândido Jeremias Cumaru, cria a Kamélia, uma boneca negra de apenas 75 cm de altura, comprada por quatro mil réis nas Lojas 4.400 e trajada à moda baiana, que arrastava multidões pelas principais ruas da cidade, pendurada no galho de uma ingazeira. Ela viria a se tornar o símbolo que abre oficialmente o Carnaval de Manaus todos os anos.

## Escolas de samba

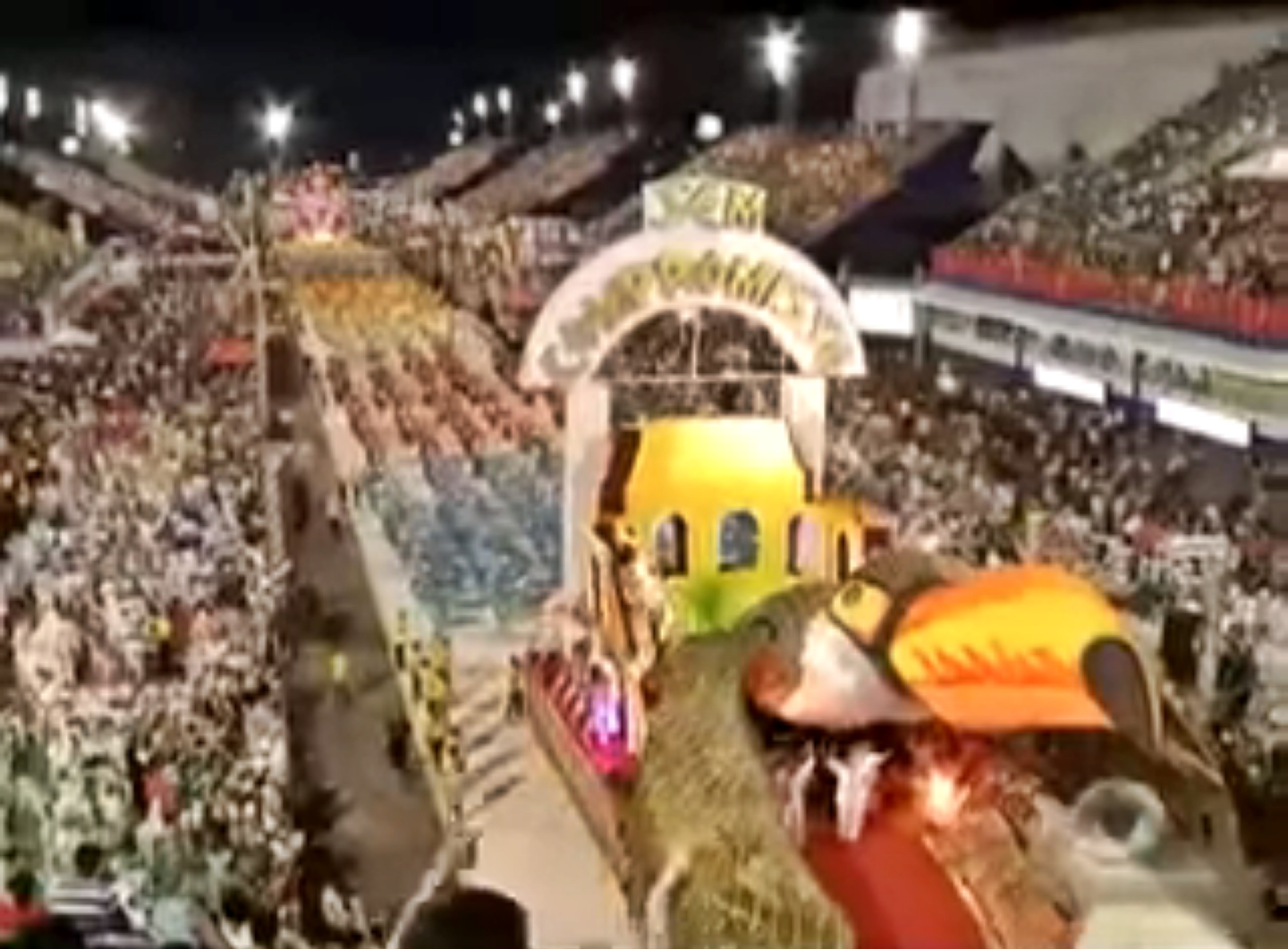
Desfile da escola de samba Sem Compromisso no carnaval de Manaus de 2015.

A história das escolas de samba de Manaus remonta a meados da década de 1940, quando foi fundada a Escola Mixta de Samba da Praça 14 de Janeiro. O primeiro desfile oficial de escolas de samba na cidade aconteceu em 1947. Desse fato até os dias atuais, o crescimento e expansão das escolas na cidade são verificados não apenas pelo crescente número de escolas e seus componentes, como também por sua influência em diversos bairros e no rico cenário de festas de Manaus. O desfile do Grupo Especial do carnaval de Manaus chegou a ser transmitido em rede nacional pela extinta TV Manchete em 1994.
Os desfiles em Manaus já percorreram alguns locais que o credenciam com destaque na cidade, como as avenidas Eduardo Ribeiro e Djalma Batista, até chegar em 1992 ao Sambódromo. Essa construção denota a importância das escolas de samba da cidade de Manaus até mesmo no contexto nacional, como foi citado anteriormente. Mesmo com a reforma do sambódromo carioca, o sambódromo de Manaus continua sendo o maior em capacidade de público comportando mais de 100 000 pessoas.
Segundo o livro É Tempo de Sambar, de Daniel Sales, a pista do Sambódromo possui 405 metros de extensão e 12 metros de largura. Atualmente, os desfiles das escolas de samba acontecem na quinta (Grupo de Acesso B), na sexta (Grupo de Acesso A) e no sábado (Grupo Especial). A partir de 2023, passa a integrar a programação carnavalesca, os desfiles do Grupo Experimental, que ocorrerão no sábado magro de Carnaval. Diferente dos outros grupos cujos desfiles ocorrem no Sambódromo, o Grupo Experimental desfilará na Alameda Alphaville, na Praça Mindú Norte, entre as zonas norte e leste da cidade.

### Ligas de Carnaval

#### CEESMA
A Comissão Executiva das Escolas de Samba de Manaus, atual entidade responsável pela organização dos desfiles do Grupo Especial, foi criada em 2014 com o fim da antiga liga, a AGEESMA, e após o desfile daquele ano, marcado por muita chuva e problemas de subvenção e patrocínio por parte dos governos estadual e municipal. Diante da situação, as escolas de samba do Grupo Especial de 2014 decidiram, por maioria, declararem-se todas campeãs, e organizarem uma nova entidade, mais forte e unida em prol do carnaval manauara.

#### LIESA
Após a apuração do Grupo Especial em 2017, cinco agremiações (Mocidade de Aparecida, Unidos do Alvorada, Vila da Barra, Andanças de Ciganos e Balaku Blaku), resolveram fundar uma nova liga para gerir o carnaval da cidade: a Liga Independente das Escolas de Samba do Amazonas., que mais tarde ganhou a adesão da Grande Família. A Sem Compromisso inicialmente chegou a participar da fundação do grupo, mas retirou-se semanas depois, retornando à CEESMA.

#### UESAM e UNIÃO CULTURAL
A União das Escolas de Samba do Amazonas é a associação responsável por gerir a organização dos desfiles das escolas de samba dos grupos de acesso em parceria com a União Cultural das Escolas de Samba de Manaus (que representa as agremiações Império do Mauá, Ipixuna, Meninos Levados, e Mocidade Independente da Raiz). A UESAM surgiu em 2015 logo após a criação da CEESMA. Antes desta, os desfiles foram organizados por diversas entidades em diferentes anos (LIESMA, LESBCM, AEGSMA,  Instituto Cultural Cidade de Manaus, etc.).

#### GAO
Por conta de divergências internas, diversas escolas de samba se desfiliaram da UESAM  (Beija Flor do Norte, Gaviões do Parque, Império da Kamélia, Império do Havaí, Leões do Barão Açú, Mocidade Independente do Coroado, Presidente Vargas, Primos da Ilha e Unidos da Cidade Nova) e, junto à Vila da Barra (que fazia parte do Grupo Especial à época), fundaram o Grupo de Acesso Oficial de Cultura Popular em 2017.

### Transmissão
- 1983–1994: Emissoras Locais, Rede Manchete e Rede Bandeirantes

Na década de 1970 não houve transmissão dos desfiles pela TV. Somente quando passou para a Av. João Alfredo, em 1980, é que houve chamadas para o desfile. Em 1983, a João Alfredo mudou de nome para Djalma Batista. A partir daí as emissoras de televisão de Manaus iniciaram as transmissões.
Não havia ainda o "Direito de Arena", portanto quaisquer emissoras de TV ou se rádio transmitiam os desfiles sem pagar nada às agremiações. 
No primeiro ano do Sambódromo, em 1992, as TVs Amazonas (afiliada da Rede Globo), A Crítica (à época, afiliada ao SBT), Rio Negro (afiliada à Band) e Cultura do Amazonas, transmitiram na íntegra as apresentações das escolas de samba.
A primeira emissora nacional a realizar a transmissão do desfile foi a Rede Bandeirantes (com chamadas), em 1993.
Em fevereiro de 1994, sem verba para transmitir os carnavais do Rio de Janeiro e São Paulo, a Rede Manchete opta transmitir na íntegra o Carnaval de Manaus. A transmissão foi realizada com o patrocínio da Suframa (tanto que na parte inferior da tela apareciam desenhos que simbolizavam os produtos vendidos na cidade), com a responsabilidade da Rede Boas Novas.
- 1995–2006: TV A Crítica, TV Cultura, TV Amazonas e TV Rio Negro

Entre 1995 e 1998, quatro emissoras locais transmitiram os desfiles.
A partir de 1999, por causa da negativa do governo local em investir nas escolas, eis que a RCC - Rede Calderaro de Comunicação fecha negócio com as agremiações e faz, com exclusividade, a transmissão - época em que a mesma era afiliada ao SBT (hoje é emissora independente). O contrato com a TV A Crítica foi assinado até o carnaval de 2006.
- 2007–2009: TV Rio Negro

A extinta TV Rio Negro (afiliada à Rede Bandeirantes na época) transmitiu o Grupo Especial entre 2007 a 2009.
- 2010–2012: TV Em Tempo e TV Cultura do Amazonas

A TV Em Tempo (atual afiliada ao SBT) transmitiu o desfile entre 2010 a 2012, sendo que a primeira transmissão foi em conjunto com a TV Cultura do Amazonas (atual afiliada da TV Brasil).
Em 4 de fevereiro de 2011 a emissora gravou a vinheta do Carnaval de 2011 de Manaus com a presença da modelo e atriz Viviane Araújo, indo ao ar a partir do dia 9 de fevereiro de 2011.
Em 5 de março de 2011, pela primeira vez na história das transmissões do Carnaval de Manaus, o desfile foi exibido totalmente em HDTV.
Problemas na transmissão do Carnaval de Manaus em 2012: Em 18 de fevereiro de 2012, por falhas técnicas em seu sistema de transmissão entre o sambódromo e seu parque gerador, deixou de transmitir parte do desfile das escolas de samba do Carnaval de Manaus, iniciando as transmissões apenas depois de 7 horas do inicio do desfile , o que gerou revolta por parte dos telespectadores através das redes sociais na internet, já que todo o Estado fora obrigado a assistir a transmissão do Carnaval de Salvador - BA e do Grupo de Acesso do Carnaval do Rio de Janeiro - RJ feita pela emissora de Silvio Santos. A emissora amazonense alegou que apesar da falha, transmitiu 5 horas do desfile depois de sanado o problema. O Governo do Amazonas exigiu a devolução integral de todo o valor de repasse dos direitos de transmissão à emissora, que somam R$ 1 134 milhão. A emissora, em nota oficial, lamentou o ocorrido e afirmou que "não irá se esquivar de suas reais responsabilidades , além de se desculpar com o público amazonense, com as escolas de samba e suas respectivas comunidades."
- 2013–2015: TV Tiradentes

A TV Tiradentes (hoje é emissora independente) transmitiu o desfile de 2013 a 2015.
A emissora adquiriu com absoluta exclusividade o direito de transmissão do Carnaval de Manaus, que até então pertencia à TV Em Tempo..
No desfile de 2014, a emissora chegou transmitir flashes do desfile da Império do Havaí, então escola de samba do Grupo de Acesso B, na noite da sexta-feira gorda de Carnaval. 
- 2016–presente: TV A Crítica e TV Cultura do Amazonas

Após o Carnaval de 2015, as escolas de samba decidiram realizar um novo contrato de transmissão dos desfiles, desta vez novamente com a TV A Crítica que já havia transmitido o evento em 1992-1993, e 1995 a 2006.
Em 2019, pela primeira vez, o desfile das escolas de samba do Grupo de Acesso A foi transmitido na íntegra, através da parceria realizada entre a organização dos desfiles e a TV Cultura do Amazonas (atual TV Encontro das Águas), em caráter experimental, por meio da Secretaria de Estado de Cultura do Amazonas - SEC. Durante as chamadas a emissora chegou a anunciar que haveria flashes ao vivo dos desfiles do Grupo de Acesso B, o que não ocorreu, visto que a transmissão somente iniciou após a meia-noite, quando as escolas do Grupo de Acesso A já estavam desfilando.

## Carnaval de rua
O carnaval de rua é uma das mais antigas manifestações culturais de Manaus, sendo que o registro mais antigo de sua realização data de uma anúncio de jornal de 1854. Desde então foi realizado nas ruas manauaras, desde a elite amazonense formada pelos barões da borracha às brincadeiras populares.
No período entre os anos 1970 até o início dos anos 2000, os blocos carnavalescos chegaram a competir entre si, contudo nos dias atuais, prevalece a tradição e animação dos foliões. Além dos blocos, vale destacar que no Carnaval de Manaus há a particularidade das bandas carnavalescas, que geralmente se apresentam com um estrutura fixa de palco para shows (enquanto os blocos normalmente desfilam com trios elétricos), embora isso não seja uma regra. Assim como as escolas de samba, os blocos e bandas recebem subvenção pública a partir dos editais divulgados pela prefeitura ou pela Secretaria de Estado da Cultura.
Entre os blocos mais tradicionais que se firmaram no calendário momesco da cidade está a Banda da BICA, criada por Armando Soares, português fundador do Bar e Confraria do Armando. Se apresenta próxima ao Teatro Amazonas e é conhecida pelos seus bonecos gigantes irreverentes e por marchinhas com sátira polít.aA ), Banda da Difusora (ocorre anualmente na Avenida Eduardo Ribeiro, e foi fundada pela famosa emissora de rádio local que dá nome à banda), Banda do Boulevard (arrasta foliões na Avenida Senador Álvaro Maia, o Boulevard, e todo ano traz diversos assuntos em seus temas, de cuidados com a saúde à citação de acontecimentos sociais e históricos), Banda da Bhaixa da Hégua (popular banda do bairro Educandos que sempre se apresenta com uma boneca de égua gigante irreverente especialmente decorada para o Carnaval, o Bloco das Piranhas, (criada a partir do Bloco das Apertadas do bairro Japiim, pela portuguesa Nilce Faria, após descontinuar o bloco serviu de inspiração para o bloco das Piranhas, do bairro Parque Dez que logo depois transferiu-se para o Sambódromo de Manaus e Arena da Amazônia. O bloco é marcado pela irreverência dos foliões homens que saem vestidos com roupas femininas).
Banda do Galo  (fundada por pernambucanos residentes na cidade, a banda traz características do bloco recifenseGalo da Madrugada, como frevo e as sombrinhas coloridas, dentre outras que abrilhantam o carnaval manauara todos os anos.

## Carnaboi
Desde o ano 2000, após o tradicional desfile de escolas de samba, o Sambódromo de Manaus também é palco do Carnaboi. A festa é uma mistura de carnaval com as toadas de boi-bumbá, ritmo do folclore amazonense, que pode ser conferido todos anos no Festival Folclórico de Parintins e no Festival Folclórico do Amazonas. Durante as noites do Carnaboi, artistas e agremiações folclóricas de Manaus e Parintins se apresentam em palcos ou trios elétricos, a depender da organização de cada ano. Para que os foliões tenham acesso à pista, é obrigatório o uso de tururis, camisas personalizadas semelhantes aos abadás.